# Conjoint Mediation and Therapy
Die als Conjoint Mediation and Therapy (kurz: CoMeT) bezeichnete Arbeitspraxis ist ein Modell zur strukturierten interdisziplinären Zusammenarbeit zwischen einem Mediator und einem Psychotherapeut, Psychologen oder Familienberater in einem freiwilligen Verfahren, in dem nach Scheidung oder Trennung Vereinbarungen zwischen den Ex-Partnern getroffen werden sollen. Vornehmlich handelt es sich dabei um die Frage des Umgangs mit gemeinsamen Kindern, die (neu) geregelt werden muss. Die Bezeichnung "Conjoint Mediation and Therapy" wurde dem Begriff "Therapeutische Mediation" vorgezogen, da letzterer suggeriert, es handle sich um eine Mediation, die um ein therapeutisches Element ergänzt wurde. Conjoint Mediation and Therapy ist vielmehr ein dualer Prozess, zu dem beide Disziplinen einen gleichwertigen Beitrag leisten. 

## Ziele
Das ultimative Ziel von CoMeT ist es, Eltern mit hohem Konfliktpotential nach ihrer Scheidung oder Trennung dabei zu unterstützen, Vereinbarungen zu treffen, die bindend, nachhaltig und im besten Interesse der Kinder sind. Mit therapeutischer Hilfe sollen festgefahrene emotionale Konflikte, die einer elterlichen Zusammenarbeit bisher im Weg standen, gelöst werden. Die Ex-Partner sollen so dazu befähigt werden, sich als Eltern zu begegnen und die Bedürfnisse der Kinder in den Mittelpunkt ihrer Vereinbarungen zu stellen. 

## Entstehung des Modells
Hohe Scheidungsraten und eine hohe Rate an Trennungen von nicht-verheirateten Eltern verändern unter anderem die Anforderungen an den Justizapparat, der infolgedessen eine große Anzahl elterlicher und kindlicher Belange zu bearbeiten hat. Viele ethische Dilemmata treten vor allem bei dem Versuch auf, hochstrittigen Paare an ihre Verantwortung als Eltern zu erinnern bzw. einen Partner oder ein Kind vor familiärer Gewalt zu schützen. Mediatoren des Family Mediation Centres (FMC) in Melbourne, Australien, befanden konventionelle Mediation in solchen Fällen als nicht adäquat. Das CoMeT Modell wurde zunächst als Pilotprojekt in einer Kooperation zwischen Relationships Australia (RA) und dem FMC konstruiert. Das Projekt wurde von dem Commonwealth Attorney-General’s Department gesponsert. 

## Arbeitsweise
Die Arbeitsweise zeichnet sich durch die strukturierte interdisziplinäre Zusammenarbeit zwischen einem Mediator und einem Psychotherapeut, Psychologen oder Familienberater aus. 
- Der Mediator unterstützt die Eltern dabei, zu einer gemeinsamen Vereinbarung zu kommen.
- Der Psychotherapeut, Psychologe oder Familienberater bereitet den Weg für eine gemeinsame Vereinbarung, in dem er den Mediationsprozess beobachtet und immer dann eingreift, wenn dieser aufgrund von ungelösten emotionalen Konflikten ins Stocken gerät.

Um eine erfolgreiche Zusammenarbeit der Professionen zu gewährleisten, muss die Integrität jeder Profession gewahrt werden. Dies beinhaltet unter anderem volle Transparenz gegenüber den Klienten, die zuvor über die Rolle und Methoden der jeweiligen Profession aufgeklärt werden. Ferner muss das Arbeitsverhältnis von Mediator und Psychotherapeut, Psychologe oder Familienberater auf gegenseitigem Respekt und Vertrauen basieren. Die Stärken der jeweils anderen Profession werden wertgeschätzt und durch das eigene Handeln unterstützt. In einem Debriefing, das vor allem zu Beginn der Kooperation nach jeder Sitzung folgt, ist Raum für ehrliches Feedback bei Zweifeln und für Fragen bezüglich der Arbeitsweise des jeweils anderen. Regelmäßige Supervision dient dazu, mögliche offene oder unterschwellige Konflikte aufzuarbeiten und die Arbeitsabläufe in dem dualen Prozess von Mediation und Therapie zu optimieren. Idealerweise ist das Geschlechterverhältnis ausgeglichen. Wenn dies nicht möglich ist, wird die Kooperation zwischen zwei Frauen vorgezogen, weil weibliche Klienten, die unter Umständen Gewalt von ihrem Partner erfahren haben, sich mit zwei männlichen Kollegen nicht sicher fühlt. 
Zu Beginn des CoMeT-Prozesses werden in Einzelsitzungen familiäre und gerichtliche Vorgeschichte, familiäre Gewalt und Fragen der Sicherheit geklärt. Die Grenzen der Vertraulichkeit, ‚duty of care’ und die gesetzliche Verpflichtung, Kindesmissbrauch zu melden, werden erklärt. Sowohl das Vorkommen von Gewalt in der Vergangenheit wie auch in der Gegenwart müssen abgefragt werden. Bei physischer Gewalt oder dem Androhen physischer Gewalt in der näheren Gegenwart ist CoMeT nicht indiziert. Generell muss ein klinisches Urteil darüber gefällt werden, ob es für alle beteiligten Personen unbedenklich ist, CoMeT durchzuführen. Es wird ein Vertrag vereinbart, dem zufolge im Falle von Gewalt zwischen den Sitzungen das CoMeT-Team die erforderlichen Schritte einleiten wird, was den Abbruch des CoMeT-Prozesses einschließt. Auch im weiteren Verlauf wird bei jedem Kontakt mit den Klienten das eventuelle Vorkommen von Gewalt abgefragt. 
In den darauffolgenden CoMeT-Sitzungen trifft das Paar aufeinander. Der Fokus innerhalb einer Sitzung hängt von dem Fall sowie von vorangegangener Mediationserfahrung ab. Bei extensiven Mediationsversuchen in der Vergangenheit kann der therapeutische Fokus in der Regel schneller erreicht werden. Es ist wichtig, dass der Mediator und der Psychotherapeut, Psychologe oder Familienberater ein Verständnis für das Vorgehen und den Ansatz des jeweils anderen haben, um so flexibel auf den Sitzungsverlauf reagieren zu können. Die Veränderung des Fokus, das sogenannte „Switching“, findet meistens infolge einer Beobachtung durch den Psychotherapeut, Psychologe oder Familienberater während des häufig festgefahrenen Mediationsprozesses statt. Der Psychotherapeut, Psychologe oder Familienberater lenkt den Fokus infolgedessen von dem aktuellen Geschehen zu vergangenen emotionalen Wunden und ungelösten Konflikten. Durch die Aufarbeitung von Altlasten öffnet der Psychotherapeut, Psychologe oder Familienberater den Raum für die Fortsetzung des Mediationsprozesses mit der Option, eine Vereinbarung zu treffen. Die eingesetzten therapeutischen Methoden orientieren sich dabei an den Klienten und können von Ansätzen der systemischen Therapie, z. B. zur Identifikation von Dynamiken zwischen dem Elternpaar, über Traumaexploration und Psychodrama bis hin zu verhaltenstherapeutischen Verfahren, z. B. Training kommunikativer Fähigkeiten, reichen. 
Weitere optionale Ergänzungen der CoMeT-Sitzungen stellen Einzelsitzungen mit dem Mediator oder mit dem Psychotherapeut, Psychologen oder Familienberater, Mediation mit zwei Mediatoren und Child Inclusive Practice dar. Bei der Child Inclusive Practice werden die Kinder in Abwesenheit der Eltern von einer dritten unabhängigen Person, die dazu ausgebildet ist, interviewt. Der Standpunkt der Kinder wird den Eltern in der darauffolgenden CoMeT-Sitzung präsentiert. Der Interviewer tritt dabei explizit in der Rolle des Anwalts der Kinder auf und konfrontiert die Eltern mit ihrer Verantwortung für das Wohl der Kinder.

## Kritik
Studien zur Effektivität des CoMet-Modells haben gezeigt, dass bei hochstrittigen Eltern, die an dem Projekt teilgenommen haben, das Wohlbefindens verbessert wurde. Ferner konnten Konflikte zwischen den Eltern, deren Verbitterung und negative emotionale Bindung erfolgreich reduziert werden. Die Mehrheit der teilnehmenden Eltern verzichtete auf weitere gerichtliche Maßnahmen. Allerdings fehlen bisher Langzeitstudien und Untersuchungen der entstehenden bzw. eingesparten Kosten. Die Durchführung von CoMeT ist sehr kostenintensiv. Allerdings besteht die berechtigte Hoffnung, dass sich durch das Erzielen langfristiger außergerichtlicher Vereinbarungen die finanzielle Last, die im Falle hochstrittiger Eltern von der Gesellschaft getragen wird, reduzieren lässt.